# Frông vùng cực
Trong khí tượng học, frông vùng cực là ranh giới giữa quyển hoàn lưu vùng cực với quyển hoàn lưu Ferrel tại mỗi bán cầu. Từ ranh giới này có một gradient rõ nét về nhiệt độ diễn ra giữa hai khối khí này, mỗi khối có các liu liu nhiệt độ rất khác biệt.
Frông vùng cực phát sinh từ kết quả của không khí vùng cực lạnh gặp gỡ với không khí vùng nhiệt đới nóng. Nó là một frông tĩnh do các khối khí khong di chuyển ngược chiều nhau. Ngoài khơi vùng duyên hải Bắc Mỹ, đặc biệt trong mùa đông, tồn tại một gradient nhiệt độ rõ nét giữa các vùng đất bị tuyết che phủ với các vùng duyên hải chịu tác động của các hải lưu nóng.
Lý thuyết frông vùng cực cho rằng các xoáy thuận vĩ độ trung bình hình thành trên ranh giới giữa các khối khí nóng và lạnh. Trong mùa đông, frông vùng cực dịch chuyển về phía xích đạo, nơi các hệ thống áp cao có thể thống lĩnh nhiều hơn trong mùa hè.